# Antennuloniscus quadratus
Antennuloniscus quadratus är en kräftdjursart som beskrevs av Menzies och Schultz 1968. Antennuloniscus quadratus ingår i släktet Antennuloniscus och familjen Haploniscidae. Inga underarter finns listade i Catalogue of Life.